# Castellino Castello
Castellino Castello (Gênes, vers 1580 - Turin, 1649) est un peintre italien de l'école génoise, actif dans la première moitié du XVIIe siècle.

## Biographie
On sait peu de choses concernant la vie de Castellino Castello avant l'année 1600, lorsqu'il devient l'élève de Giovanni Battista Paggi. Il est connu comme un excellent portraitiste mais seulement l'un de ses portraits nous est parvenu : le portrait du Chevalier Marin (le poète italien Giambattista Marino (1569-1625) conservé au musée des beaux-arts de Lyon.
Comme peintre il fut principalement actif à Gênes, où il peignit le Martyre de S. Andrea (1607), pour l'église de San Francesco de Castelletto de Gênes, la Déposition du Christ (1609), pour l'Oratoire des Morts près de San Donato, (œuvre perdue pendant la Seconde Guerre mondiale), le Martyre de Saint Cherine d'Alessandrie (1619), pour l'église de Santa Marie de Nazareth à Sestri Levante.
En 1647, il part à Turin, où il travaille à la cour des Savoie et où il meurt en septembre 1649.

## Œuvres
- Le Martyre de Sanr'Andrea (1607), église de San Francesco de Castelletto, Gênes
- Déposition du Christ (1609), Oratoire des Morts, près de San Donato
- Martyre de sainte Catherine d'Alexandrie (1619), église Santa Maria de Nazareth, Sestri Levante
- Portrait du Chevalier Marin (Giambattista Marino), conservé au musée des beaux-arts de Lyon